# La Iglesia Árbol Rowano
La La Iglesia Árbol Rowano es una organización wiccana, legalmente constituida en el año 1979. Se trata de una tierra de la red central de miembros dedicados al estudio y la práctica de la Tradición Wiccana conocida como Lothlórien. 
Originalmente centrada en Minneapolis desde finales de la década de 1970, su sede principal se encuentra en Kirkland, Washington. La Iglesia Árbol Rowan mantiene su red a través de boletines de noticias, el internet y con un retiro anual (que cumple cada tres años en Old Faithful y, en otras ocasiones, en la arboleda del ermitaño en Kirkland). La Iglesia Árbol Rowano tiene un programa de formación en profundidad que conduce a la ordenación. Ha sido la publicación de The Unicorn boletín desde 1977. Comenzó en torno al trabajo y la enseñanza del Rev. Paul Beyerl a mediados de la década de 1970.